# Rujinan Phanseethum
Rujinan Phanseethum (tiếng Thái: รุจินันท์ พันธ์ศรีทุม), tên thường gọi là Mameaw (tiếng Thái: มะเหมี่ยว) (sinh ngày 14 tháng 6 năm 1989 tại Udon Thani) là  Hoa hậu Trái Đất Thái Lan 2009. Cô đại diện cho quê hương tại cuộc thi Hoa hậu Trái Đất 2009 và lọt vào Top 8.

## Cuộc thi sắc đẹp
Phanseethum tham dự Hoa hậu Hoàn vũ Thái Lan 2009 và giành danh hiệu Á hậu 1. Với danh hiệu đó, cô sẽ trở thành đại diện cho Thái Lan tại đấu trường Hoa hậu Trái Đất. Cô tham dự cuộc thi Hoa hậu Trái Đất 2009 được tổ chức vào ngày 22 tháng 11 năm 2009 tại Boracay, Philippines và lọt vào Top 8. Người đăng quang năm đó là cô Larissa Ramos, Hoa hậu đến từ Brazil.